# Stephen E. Ambrose
Stephen Edward Ambrose (ur. 10 stycznia 1936 w Decatur, zm. 13 października 2002 w Bay Saint Louis) – amerykański historyk, pisarz i biograf dwóch prezydentów USA: Dwighta Eisenhowera i Richarda Nixona.

## Życiorys
Urodził się w Decatur (Illinois), jako średni syn Stephena Hedgesa Ambrose'a, lekarza rodzinnego oraz Rosephy Trippe Ambrose. Rosepha samotnie wychowała swoich synów na rodzinnej farmie w Whitewater (Wisconsin) podczas II wojny światowej po tym, jak jej mąż zaciągnął się do marynarki wojennej USA. Stephen Ambrose bardzo podziwiał powracających po wojnie weteranów, którzy służyli w Europie i Afryce Północnej. Praca zespołowa, której nauczyli się w służbie wojskowej, jak później napisał Ambrose, umożliwiła tym ludziom zbudowanie „nowoczesnej Ameryki”.

## Twórczość
Był autorem ponad dwudziestu książek, z czego pięć przetłumaczono na język polski:  D-Day. 6 czerwca 1944, Obywatele w mundurach, Most Pegasus, Pacyfik. Piekło było za oceanem oraz zekranizowanego bestsellera Kompania braci.
Pracował jako profesor na Uniwersytecie w Nowym Orleanie w latach 1960–1995. Był także konsultantem historycznym przy tworzeniu filmu Szeregowiec Ryan oraz serialowej ekranizacji własnej książki Kompania braci.

## Kontrowersje
Zarzucano mu nieścisłości historyczne, a także stosowanie plagiatu.

## Dorobek literacki
- Eisenhower and Berlin, 1945: The Decision to Halt at the Elbe (1967)
- The Papers of Dwight David Eisenhower, Vols. 1-5 (1967)
- The Supreme Commander: The War Years of General Dwight D. Eisenhower (1970)
- Ike: Abilene to Berlin (1973)
- Crazy Horse and Custer: The Parallel Lives of Two American Warriors (1975)
- Ike's Spies: Eisenhower and the Espionage Establishment (1981)
- Eisenhower: Soldier, General of the Army, President-Elect, 1890–1952 (1983)
- Eisenhower: The President (1985)
- Nixon: The Education of a Politician 1913–1962 (1987)
- Most Pegasus (Pegasus Bridge) (1988)
- Nixon: The Triumph of a Politician, 1962–1972 (1989)
- Nixon: Ruin and Recovery 1973–1990 (1990)
- Eisenhower: Żołnierz i prezydent (Eisenhower: Soldier and President) (1990)
- Eisenhower and the German POWs: Facts Against Falsehood (1992)
- Kompania braci (Band of Brothers: E Company, 506th Regiment, 101st Airborne from Normandy to Hitler's Eagle's Nest) (1992)
- D-Day: 6 czerwca 1944: Przełomowa bitwa II wojny światowej (D-Day June 6, 1944: The Climactic Battle of World War II) (1994)
- Undaunted Courage: Meriwether Lewis, Thomas Jefferson, and the Opening of the American West (1996)
- Obywatele w mundurach: 7 czerwca 1944 – 7 maja 1945: Od plaż Normandii do Berlina (Citizen Soldiers: The US Army from the Normandy Beachs to the Bulge to the Surrender of Germany) (1997)
- The American Heritage New History of World War II (1997)
- The Victors: Eisenhower and His Boys: The Men of World War II (1999)
- Nothing Like It in the World: The Men Who Built the Transcontinental Railroad 1863-1869 (2000)
- The Wild Blue: The Men and Boys Who Flew the B-24s Over Germany 1944-45 (2001)
- To America: Personal Reflections of an Historian (2002)